# Shecenia
Shecenia è un genere estinto di mammiferi erbivori, appartenente agli astrapoteri. Visse tra il Paleocene superiore e l'Eocene inferiore (circa 57 - 54 milioni di anni fa) e i suoi resti fossili sono stati ritrovati in Sudamerica.

## Descrizione
Questo animale è noto per resti molto frammentari comprendenti una mandibola parziale, ed è quindi impossibile ricostruirne fedelmente l'aspetto. Dal raffronto con animali simili e meglio conosciuti, si suppone che Shecenia potesse assomigliare vagamente a un piccolo tapiro. 
La sinfisi mandibolare era molto lunga e piana nella superficie inferiore. Erano presenti due paia di piccoli incisivi, incorniciati posteriormente e un po' lateralmente da un paio di denti molto robusti, dalla radice lunga, molto ricurvi e sporgenti in avanti. Dietro ad essi vi era un ampio spazio (diastema) seguito da un altro paio di denti molto robusti, leggermente ricurvi in avanti ma dalla radice corta. Questi due denti si trovavano a circa metà della sinfisi. Come quella di Trigonostylops, anche la sinfisi di Shecenia era dotata di un bordo inferiore piatto.

## Classificazione
Shecenia venne descritto per la prima volta nel 1935 da George Gaylord Simpson, sulla base di resti fossili ritrovati in Argentina in terreni probabilmente risalenti all'Eocene inferiore. La specie tipo è Shecenia ctirneru, ma a questo genere sono stati attribuiti anche altri resti risalenti al Paleocene superiore. 
Shecenia è considerato un rappresentante arcaico degli astrapoteri, un gruppo enigmatico di mammiferi sudamericani vagamente simili a tapiri. In particolare, Shecenia è considerato un membro della famiglia Trigonostylopidae, comprendente i membri più antichi e arcaici degli astrapoteri. 